# هنري لويس منكن
هنري لويس منكن (بالإنجليزية: Henry Lewis Mencken) (12 سبتمبر 1880 - 29 يناير 1956) ، يعرف أفضل : ه. ل. منكن، كان صحفي، ناقد اجتماعي، ومفكر حر في القرن العشرين. لا طالما تم اعتباره كأحد أكثر الكتّاب الأمريكيين تأثيراً خلال القرن العشرين.
كان هنري لويس منكن (12 سبتمبر 1880 - 29 يناير 1956) صحفيًا أمريكيًا وكاتب مقالات وساخرًا وناقدًا ثقافيًا وباحثًا في اللغة الإنجليزية الأمريكية. علق على نطاق واسع على الساحة الاجتماعية والأدب والموسيقى والسياسيين البارزين والحركات المعاصرة. كما أن تقاريره الساخرة عن محاكمة سكوبس- والتي أطلق عليها اسم محاكمة القرد- أثارت انتباهه أيضًا.

## النشأة
وُلد منكن في بالتيمور، ماريلاند في 12 سبتمبر 1880. وكان ابن آنا مارغريت (أبهاو) وأغسطس منكن. كان من أصل ألماني وتحدث الألمانية في طفولته. عندما كان هنري في الثالثة من عمره، انتقلت عائلته إلى منزل جديد في 1524 شارع هولينز مقابل حديقة يونيون سكوير في حي يونيون سكوير في ويست بالتيمور القديمة. بصرف النظر عن خمس سنوات من الحياة الزوجية، كان على منكن أن يعيش في هذا المنزل لبقية حياته.
عندما كان عمره تسع سنوات، قرأ مغامرات هكلبيري فين لمارك توين، الذي وصفه لاحقًا بأنه العمل الأكثر روعة في حياته. أصبح مصممًا على أن يصبح كاتبًا ويقرأ كتيرًا. في الشتاء أثناء تواجده في المدرسة الثانوية، قرأ لوليام ميكبيس ثاكري ثم عاد للقراءة لأديسون وستيل وبوب وسويفت وجونسون وغيرهم في القرن الثامن عشر.
قرأ كامل شريعة شكسبير وأصبح من أشد المتحمسين لروديارد كيبلينج وتوماس هكسلي. كصبي، كان لدى منكن أيضًا اهتمامات عملية، والتصوير الفوتوغرافي والكيمياء على وجه الخصوص، وفي النهاية كان لديه مختبر للكيمياء المنزلية أجرى فيه تجارب مُبتكرة، بعضها خطير بشكل غير مقصود.
بدأ تعليمه الابتدائي في منتصف الثمانينيات من القرن الماضي في مدرسة البروفيسور ناب على الجانب الشرقي من شارع هوليداي بين شارعي إيست ليكسينغتون وفاييت، بجوار مسرح هوليداى ستريت وعلى الجانب الآخر من بالتيمور سيتي هول المشيدة حديثًا.
كان يعمل لمدة ثلاث سنوات في مصنع والده للسيجار. لم يعجبه العمل -لا سيما جانب المبيعات منه- وقرر المغادرة بمباركة والده أو بدونها. في أوائل عام 1898، التحق بفصول لدراسة الكتابة في الجامعة العالمية. كان هذا ليكون مجمل التعليم الرسمي لمنكن في الصحافة أو في أي موضوع آخر. بعد وفاة والده -بعد أيام قليلة من عيد الميلاد في نفس العام- عادت الأعمال إلى عمه وكان منكن حرًا في متابعة حياته المهنية في الصحافة. قدم طلبًا في فبراير 1899 إلى صحيفة مورنينغ هيرالد (التي أصبحت بالتيمور مورنينج هيرالد في عام 1900) وعُيّن بدوام جزئي، لكنه ظل يحتفظ بمنصبه في المصنع لعدة أشهر. في يونيو عُيّن كمراسل متفرغ.

## الحياة الشخصية
في عام 1930، تزوج منكن من الأمريكية الألمانية سارة هاردت، أستاذة اللغة الإنجليزية في كلية غوتشر في بالتيمور ومؤلفة ثمانية عشر عامًا. قاد هاردت الجهود في ألاباما للتصديق على التعديل التاسع عشر.

### الكساد الكبير، الحرب وبعدها
خلال فترة الكساد الكبير، لم يدعم منكن الصفقة الجديدة. هذا كلفه شعبية وكذلك تحفظاته القوية بشأن مشاركة الولايات المتحدة في الحرب العالمية الثانية، وازدراءه الصريح للرئيس فرانكلين روزفلت. توقف عن الكتابة في بالتيمور صن لعدة سنوات –وركز على مذكراته ومشاريع أخرى كمحرر- بينما كان يعمل كمستشار للصحيفة التي كانت موطنه طوال حياته المهنية تقريبًا. في عام 1948، عاد لفترة قصيرة إلى الساحة السياسية حيث غطى الانتخابات الرئاسية التي واجه فيها الرئيس هاري س. ترومان الجمهوري توماس ديوي وهنري والاس من الحزب التقدمي.

### الأيام الأخيرة
في 23 نوفمبر 1948، عانى منكن من سكتة دماغية مما جعله على دراية واعية تمامًا ولكنه غير قادر على القراءة أو الكتابة وقادر على التحدث بصعوبة تقريبًا. بعد إصابته بجلطة دماغية، تمتع منكن بالاستماع إلى الموسيقى الكلاسيكية، وبعد استعادة قدرته على الكلام، تحدث مع الأصدقاء لكنه أشار في بعض الأحيان إلى نفسه في الزمن الماضي، كما لو كان قد مات بالفعل.

### وفاته
توفي منكن أثناء نومه في 29 يناير 1956، ودُفن في مقبرة لودن بارك في بالتيمور.

## روابط خارجية
- هنري لويس منكن على موقع IMDb (الإنجليزية)
- هنري لويس منكن على موقع الموسوعة البريطانية (الإنجليزية)
- هنري لويس منكن على موقع مونزينجر (الألمانية)
- هنري لويس منكن على موقع إن إن دي بي (الإنجليزية)
- هنري لويس منكن على موقع ديسكوغز (الإنجليزية)
- هنري لويس منكن على موقع قاعدة بيانات الفيلم (الإنجليزية)